# Wołodymyr Petryszyn
Walter Wołodymyr Petryszyn (ukr. Вальтер Володимир Петришин; ur. 22 stycznia 1929 we Lwowie, zm. 21 marca 2020) – ukraiński matematyk.

## Życiorys
Podczas II wojny światowej Petryszyn rozpoczął studia na jednej z lwowskich uczelni, zmuszony był jednak wraz z innymi przesiedleńcami opuścić Związek Radziecki, z powodu czego kontynuował naukę w Niemczech. W 1950 roku wyemigrował do Stanów Zjednoczonych, gdzie zamieszkał w Paterson. Edukację akademicką dokończył na Columbia University, otrzymując w 1953 roku tytuł licencjata, w 1954 magistra, zaś w 1961 roku doktora. Największe dokonania Petryszyn osiągał na polu analizy funkcjonalnej, m.in. wpływając na rozwój teorii iteracyjnych. Członek Amerykańskiego Towarzystwa Matematycznego.
6 maja 1996 Petryszyn zamordował swoją żonę, ukraińsko-amerykańską malarkę, Arkadię Oleńską-Petryszyn. Cierpiał on na ciężką depresję, która przyczyniła się do tragedii i z powodu której został uznany za niewinnego z uwagi na niepoczytalność.